# L'Argent (film, 1928)
Pour les articles homonymes, voir L'Argent (homonymie).
L'Argent est un film muet impressionniste réalisé par Marcel L'Herbier, sorti en 1928. Il adapte le roman éponyme d'Émile Zola, en le transposant dans la réalité contemporaine des années 1920. La haine de l'argent et de la spéculation sont mis en avant dans ce film qui mélange la réalité documentaire et une histoire fictive. Il est célèbre pour ses mouvements de caméra, dans un montage dynamique et subjectif.
L'image pulsion et l'esthétique du contemplatif caractérisent ce document cinématographique. Le parlant n'est pas encore là mais le cinéaste va suggérer le son par une perception subliminale en incorporant des images d'un orchestre, de danse, des vrombissements d'avion...

## Résumé
À la bourse de Paris, la société Caledonian Eagle, en difficulté, veut lancer une augmentation de capital. Salomon Massias, actionnaire majoritaire, s'y oppose. À court de liquidités, la Caledonian chute en bourse et entraîne dans son sillon la Banque Universelle de Nicolas Saccard, très exposée à la Caledonian. Le banquier n'est pas dupe : Salomon Massias travaille pour une banque rivale, celle d'Alphonse Gunderman, qui souhaite mettre Saccard en difficulté,,.
En parallèle, le pionnier de l'aviation Jacques Hamelin est amené à chercher des financements dans le cadre de ses expéditions aux outre-mer. Parvenant à cacher l'état réel de ses comptes, Saccard annonce être en mesure de trouver l'argent nécessaire pour recapitaliser sa banque et doubler ses fonds propres à hauteur de 100 millions de francs. La rumeur se répand : Saccard, que l'on croyait au bord de la ruine, aurait toujours des projets de développement. Un intermédiaire de Jacques Hamelin le rencontre le soir-même pour lui proposer de financer les expéditions de l'aviateur pour la Guyane. Aux dires d'Hamelin, le territoire serait rempli de pétrole. Le banquier y voit une occasion à saisir. Saccard rencontre Gunderman pour lui proposer une paix mutuelle, mais la rencontre tourne à l'aigre. Gunderman affirme à son rival qu'il s'opposera toujours à ses opérations spéculatives. Malgré cet échec, Saccard parvient à laisser croire aux financiers qu'il côtoie que Gunterman est devenu son allié. Il s'associe à Jacques Hamelin pour financer son expédition et devenir propriétaire de la concession pétrolière qui sera établie en Guyane. Il mise ses dernières ressources sur cette opération. Mais il ne se serait pas engagé dans cette aventure  s'il ne convoitait pas aussi l'épouse de Jacques Hamelin, Line,.
L'annonce de cette opération lui offre une formidable publicité. La Banque Universelle lance son augmentation de capital pour financer ce projet. Les souscripteurs affluent en masse pour participer à l'émission d'actions nouvelles. Gunderman lui-même achète 20 000 titres, qui progressent en bourse avec l'envolée d'Hamelin pour l'Amérique du Sud. Une première information annonce le succès du voyage de l'aviateur : en ralliant la Guyane depuis Paris en 40 heures, Hamelin aurait établi un record du monde. La foule fête cet exploit dans les rues de Paris. Mais le lendemain, Radio-Paris dément et annonce que l'avion d'Hamelin aurait pris feu en terminant dans l'océan. C'est la consternation. Saccard apprend cependant par télégramme que son protégé a bel et bien atterri à un point différent de celui attendu. Le banquier profite de cette information privilégiée pour faire des affaires : alors que les actions de la Banque Universelle chutent en bourse à cause de l'échec présumé de l'expédition, Saccard envoie ses commis acheter massivement des titres de sa propre banque. L'annonce tardive du succès de l'aviateur fait ensuite remonter la valeur des titres, permettant à Saccard de s'enrichir.
En Guyane, Hamelin démarre comme annoncé une exploitation de pétrole, mais les conditions climatiques sont rudes : sa santé se dégrade. En France, Saccard cherche pour sa part à se rapprocher de Line, la femme d'Hamelin. Pour ce faire, il lui permet d'effectuer des dépenses somptuaires à crédit. Mais lorsque ses avances deviennent plus pressantes, Line le repousse. Saccard cherche alors à la conquérir par le chantage : si elle l'accepte, il reprendra à son compte les dettes qu'elle a contractées au nom de son mari. Sinon, Hamelin devra payer. Line rencontre alors la comtesse Sandorf, ancienne maîtresse de Saccard, désormais proche de Gunderman. Celle-ci pousse Line à porter plainte contre Saccard pour falsification des comptes.
Pour la Banque Universelle, c'est la catastrophe. Le dépôt de plainte entame la confiance des investisseurs envers la banque, qui chute en bourse. Saccard est arrêté. Jacques Hamelin, qui revient en France pour des raisons de santé, est également emmené par la police du fait qu'il fait partie des associés de l'établissement. Gunderman propose alors de venir en aide à la Banque Universelle, à condition d'en devenir actionnaire majoritaire. Saccard est obligé d'accepter et se retrouve dépossédé de son affaire. Hamelin est acquitté au procès, Saccard condamné à six mois de prison. Mais lors de son incarcération, il promet à son gardien de lancer une nouvelle affaire qui pourrait les rendre riches l'un comme l'autre. L'homme accepte de prêter l'oreille au nouveau plan du banquier. Le film se termine sur cette image illustrant l'insatiable désir des hommes pour le pouvoir et l'argent.

## Fiche technique
- Réalisateur : Marcel L'Herbier[2],[4]
- Scénaristes : Arthur Bernède, Marcel L'Herbier[4] d'après l’œuvre d'Émile Zola[2]
- Photographie : Jules Kruger
- Direction artistique : André Barsacq, Lazare Meerson
- Costumes : Jacques Manuel. Des bijoux de la comtesse Sandorf sont créés par Raymond Templier, des créations géométriques, épurées, étonnantes par leur modernité[2].
- Décors : Juliette Billard
- Sociétés de production : Société des cinéromans, Cinégraphic. À propos de L'Argent, reconnu par la critique comme un film majeur de l'histoire du cinéma, Marcel Carné dénonça à l'époque une certaine censure sur ce film « composé en six mille mètres par son auteur et réduit à trois mille par la volonté de l'éditeur ». Les producteurs ont souhaité adapter le film aux exigences d'une sortie commerciale[3]
- Format : muet - noir et blanc - 1,33:1 - 35 mm
- Genre : film dramatique - romance
- Durée : 195 minutes
- Date de sortie : 
  - France : 25 décembre 1928

Plusieurs scènes d'envergure sont filmées au palais Brongniart, laissé à disposition du cinéaste pendant plusieurs jours, avec 2 000 figurants pour illustrer la frénésie spéculative pouvant régner en ce lieu.

## Distribution
- Brigitte Helm : la baronne Sandorf[2],[4]
- Marie Glory : Line Hamelin[4]
- Pierre Alcover : Nicolas Saccard[4]
- Yvette Guilbert : La Méchain[4]
- Alfred Abel : Alphonse Gunderman[4]
- Henry Victor : Jacques Hamelin[4]
- Pierre Juvenet : Defrance
- Antonin Artaud : Mazaud
- Jules Berry : Huret, le journaliste[4]
- Raymond Rouleau : Jantron
- Marcelle Pradot : Aline de Beauvilliers
- Marcel André
- Jimmy Gaillard : le groom
- Éliane Tayar